# Arizona Tennis Classic
L'Arizona Tennis Classic è un torneo professionistico di tennis giocato su campi in cemento; fa parte del circuito Challenger e si gioca annualmente al Phoenix Country Club di Phoenix negli Stati Uniti dal 2019. Si disputa nel periodo a cavallo tra i tornei ATP Masters 1000 statunitensi di Indian Wells e Miami, e permette quindi ai giocatori eliminati ai primi turni a Indian Wells di preparare il torneo di Miami. Nel 2023 diventa il primo torneo della nuova categoria più alta dell'ATP Challenger Tour (Challenger 175).

## Albo d'oro

### Singolare
| Anno                   | Campione                              | Finalista                             | Punteggio                             |
| ---------------------- | ------------------------------------- | ------------------------------------- | ------------------------------------- |
| 2025                   | João Fonseca                          | Aleksandr Bublik                      | 7–6(5), 7–6(0)                        |
| 2024                   | Nuno Borges (2)                       | Matteo Berrettini                     | 7–5, 7–6(4)                           |
| 2023                   | Nuno Borges (1)                       | Aleksandr Ševčenko                    | 4–6, 6–2, 6–1                         |
| ↑ ATP Challenger 175 ↑ |                                       |                                       |                                       |
| 2022                   | Denis Kudla                           | Daniel Altmaier                       | 2–6, 6–2, 6–3                         |
| 2021- 2020             | Annullato per la pandemia di COVID-19 | Annullato per la pandemia di COVID-19 | Annullato per la pandemia di COVID-19 |
| 2019                   | Matteo Berrettini                     | Michail Kukuškin                      | 3–6, 7–6(6), 7–6(2)                   |
| ↑ ATP Challenger 125 ↑ |                                       |                                       |                                       |

### Doppio
| Anno                   | Campioni                              | Finalisti                             | Punteggio                             |
| ---------------------- | ------------------------------------- | ------------------------------------- | ------------------------------------- |
| 2025                   | Marcel Granollers Horacio Zeballos    | Austin Krajicek Rajeev Ram            | 6–3, 7–6(2)                           |
| 2024                   | Sadio Doumbia Fabien Reboul           | Rinky Hijikata Henry Patten           | 6–3, 6–2                              |
| 2023                   | Nathaniel Lammons Jackson Withrow     | Hugo Nys Jan Zieliński                | 6(1)–7, 6–4, [10–8]                   |
| ↑ ATP Challenger 175 ↑ |                                       |                                       |                                       |
| 2022                   | Treat Conrad Huey Denis Kudla         | Oscar Otte Jan-Lennard Struff         | 7–6(10), 3–6, [10–6]                  |
| 2021- 2020             | Annullato per la pandemia di COVID-19 | Annullato per la pandemia di COVID-19 | Annullato per la pandemia di COVID-19 |
| 2019                   | Jamie Murray Neal Skupski             | Austin Krajicek Artem Sitak           | 6(2)–7, 7–5, [10–6]                   |
| ↑ ATP Challenger 125 ↑ |                                       |                                       |                                       |